# Percnia punctimaculata
Percnia punctimaculata là một loài bướm đêm trong họ Geometridae.